# 7649 Bougainville
7649 Bougainville este un asteroid din centura principală, descoperit pe 22 septembrie 1990, de Eric Elst.